# Noname057(16)
Noname057(16)は、2022年3月に活動を宣言した親露のハクティビストというハッカーグループである。ウクライナ、アメリカ合衆国、ヨーロッパの政府、メディア、民間企業のウェブサイトへのサイバー攻撃の実行を主張している。組織化されていない自由な親露活動家の集団であり、西側の国の注目を集めるのが目的と考えられている。

## 活動
Noname057(16)による攻撃に関する情報は、テレグラムの同名のメッセンジャチャンネルで公表されている。ウクライナのメディアによると、従業員がNoname057(16)からの脅迫文を受け取った This was also stated by the Ukrainian ex-Ombudsman Lyudmila Denisova.。このことについては、ウクライナの元オンブズマンであるLyudmila Denisovaによっても述べられている。OSINTの研究者であるCyberknow20は、彼のハッカーグループまとめ表の中にNoname057(16)を含めており、定期的に更新している。

## 既知のDDoS攻撃

### ウクライナ
2022年3月以降、ウクライナメディアのウェブサイトやポータルに対し、Noname057(16)による多くのサイバー攻撃が実行された。例えば、ポータルの"Detector Media"、ウェブサイト"Odesa Online"等である。

### バルト三国

#### ラトビア
Noname057(16)が自身の実行を主張するDDoS攻撃により、オンラインの切符の発券システムのウェブサイトとラトビアの旅客鉄道会社であるPassenger Train (Pasažieru vilciens)を混乱させた。会社の代表は自身のTwitterアカウントで、サイトやアプリでの切符販売を停止すると表明した。

#### リトアニア
6月21日、Noname 057(16)の代表は、彼らのテレグラムチャンネルにおいて、リトアニアのウェブサイトへの攻撃に参加することを公表した。その中で、他の親露ハッカーのコミュニティや個人のハクティビストに対しても同じようにすることを呼びかけた。ハッカーは、彼らの行動を「カリーニングラードへの復讐」と呼んだ。その結果、グループは、約1か月間の間に、200回以上、リトアニアのインターネットインフラへの攻撃を行った。リトアニア国防省は、攻撃への参加者は親露の「無報酬の活動家」だと述べた。特にリトアニアの企業であるイングスタッド社やリトアニア空港のウェブサイト、またその他のインターネットリソースが攻撃対象となった。DDoS攻撃の他、そのうちの1つのサイトでは、いわゆる改竄も行われた。その結果、宅配会社であるエクスプレストリップ社のサイトのメインページにハッカーからのメッセージがが掲載された。

#### エストニア
2022年6月7日、Noname 057(16)によるエストニア中央銀行へのサイバー攻撃が行われた。銀行の代表は攻撃の事実を確認し、この事象の結果、「エストニア銀行の外部ウェブサイトと統計モジュールは、技術的な理由により機能しなかった」と強調した[27]。

### アメリカ合衆国
様々な業種のアメリカ企業ウェブサイトへの攻撃も行われた。そのうちの1つの攻撃の結果、ITTのウェブサイトは、長い間閲覧できない状態になった。

### デンマーク
2023年1月、デンマーク財務省と金融分野の多くの企業へのDDoS攻撃は、デンマークのウクライナへの支援への報復であると声明を出した。

### ノルウェイ
スヴァールバル諸島のロシア国民への物品の配送を禁止するというノルウェー当局の決定に対する抗議の一つとして、Noname057(16)はノルウェーの多くの場所への攻撃を組織した。この攻撃は地元メディアの注目を集めた

### ポーランド
ポーランドのインターネットインフラに対しても様々な期間のDDoS攻撃を行っている。

### フィンランド
2023年4月4日にフィンランドが北大西洋条約機構に加盟した後、フィンランド議会のウェブサイトに対するサイバー攻撃が行われた Finnish journalists ranked the group as pro-Russian.。フィンランドのジャーナリストは、これを親露グループの犯行とした。これに対し、フィンランドの警察は予備的調査を開始した。

### チェコ
2023年1月13日のチェコ大統領選挙の期間中の金曜日朝、大統領候補であったペトル・パヴェル陸軍将軍のウェブサイトがハッカーによる激しい攻撃に晒された。そのため、一部のユーザーの画面には表示がされなかったと、彼の選挙チームは語った。水曜日にも同じような強い攻撃を受けたと言われている。オペレータによると、攻撃はヨーロッパ中の様々なIPアドレスから行われた。3月24日には、プラハ統合輸送のウェブサイトがDDoS攻撃を受け、数時間停止した。Noname057(16)は犯行声明を出し、またFlorenc Central Bus Stationのウェブサイトも影響を受けた。

### イタリア
ジョルジャ・メローニ首相がロシアとの戦争でのウクライナへの支援を表明するためキエフを訪問した後の2023年2月から3月、イタリアの企業及び研究所が一連の攻撃を受けた。

### アイスランド
2023年5月16日にレイキャビクで欧州評議会のサミットが行われた際、アイスランド政府のウェブサイトに何度かの攻撃が行われた。

### オランダ
Noname 057(16)は、オランダのポートにもDDoS攻撃を行った。ポート・オーソリティは、彼らの内部システムは損なわれておらず、影響を受けていないと述べた。攻撃者は、オランダがウクライナのためにスイスの戦車を購入する計画への報復であると述べた。